# Xantholinus attenuatus
Xantholinus attenuatus är en skalbaggsart som beskrevs av Er. Xantholinus attenuatus ingår i släktet Xantholinus och familjen kortvingar. Inga underarter finns listade i Catalogue of Life.